# Manifest de Rauma
El Manifest de Rauma va ser publicat el 31 de juliol de 1980 a Rauma, Finlàndia, durant el 36è Congrés Internacional dels Joves Esperantistes (Internacia Junulara Kongreso - IJK). El Manifest de Rauma va donar origen al raumisme, un corrent ideològic dins del moviment esperantista. Els principals redactors del Manifest van ser Giorgio Silfer i Jouko Lindstedt.
El Manifest critica el moviment esperantista tradicional, conegut com a finvenkisme, que busca la implantació universal de l'esperanto com a llengua auxiliar internacional. En contraposició, el raumisme defineix la comunitat esperantista com una minoria lingüística diaspòrica autoelegida, responent al desencantament després de dècades sense assolir els objectius desitjats pels finvenkistes.
El Manifest de Rauma proposa una nova visió segons la qual l'oficialització de l'esperanto és improbable i innecessària, i substituir l'anglès com a llengua auxiliar no és una tasca per a la comunitat esperantista. En canvi, el raumisme busca ampliar l'ús de l'esperanto en diversos àmbits com la cultura, l'art i el turisme, fomentant una identitat cultural pròpia i una comunitat cohesionada al voltant de la llengua.